# 有赞
有赞（Youzan，原名口袋通，港交所：8083）是总部位于中国杭州的电商平台，全名为杭州有赞科技有限公司。於2012年11月27日在贝塔咖啡馆孵化成立。公司创始人兼CEO白鸦。于2018年4月在港股上市，被称为“微信生态第一股”。2019年8月8日，有赞方面宣布获得百度3000万美元的投资。
2020年5月28日，百度投资有赞完成交割。2020年11月，推出国际版产品AllValue。

## 企业争议
2019年1月，有赞员工在网上发帖称有赞在年会上宣传要执行996工作制度，除了“996工作制”外，还包括取消团建、大量减员、建议员工离婚等内容，消息引起大量话题讨论。有赞CEO在朋友圈发文表示，这绝对是好事，可以让更多人了解有赞文化。

## 外部連結
- 官方网站